# Fédération régionaliste de Bretagne
 (juin 2018).
- Si vous ne connaissez pas le sujet, laissez ce bandeau (vous pouvez alors contacter les auteurs).
- Si vous supprimez le contenu mis en cause (vous pouvez préalablement contacter les auteurs),

argumentez précisément cette suppression dans la page de discussion
(un manque de référence n'est pas un argument ; une recherche réelle de référence doit avoir été effectuée, être formellement documentée).
Pour les articles homonymes, voir FRB.
La Fédération régionaliste de Bretagne (en breton : Unvaniez Arvor) (abrégé en FRB) est une fédération française fondée le 29 octobre 1911 à Rennes. Elle est la deuxième organisation qui ait été créée pour obtenir le changement de statut politique de la Bretagne, s'inscrivant dans ce qu'on appelle l'autonomisme breton. Elle est issue d'une scission de l’Union régionaliste bretonne (URB) qui avait été créée en 1898. Elle garde cependant les particularités des sociétés savantes comme l'Association bretonne et l'Union régionaliste bretonne qui mêlent les activités politiques et les activités culturelles.

## Historique
Les principaux dirigeants de la nouvelle organisation sont Joseph Louis Antoine Marie Parquer, écrivain et illustrateur, qui fut élu président (il était l'un des vice-présidents de l'URB), André Mellac, trésorier de l'URB et nommé au même poste dans la nouvelle association, Maurice Duhamel, musicien, Émile Masson, professeur d'anglais et militant de gauche, Camille Le Mercier d'Erm, poète et écrivain, Jean Choleau, vice-président, Léon Le Berre, journaliste et écrivain en breton, secrétaire, François Vallée, un linguiste spécialiste du breton, vice-président, Joseph Duchauchix, poète, secrétaire, François Jaffrennou, imprimeur et journaliste en breton, Yves Le Diberder, journaliste et spécialiste de littérature orale et de littérature celtique, et Loeiz Herrieu, agriculteur et écrivain en breton, secrétaire.
La prédominance d'intellectuels actifs dans la promotion du breton, souvent inscrits dans l'organisation des bardes, la Gorsedd de Bretagne, quand ils sont écrivains, comme, entre autres, Jean-Pierre Calloc'h, est évidente. Au deuxième congrès, début 1912, il est fait état de 197 adhérents. 

## Orientations
Bien que toute action régionaliste soit perçue comme relevant de la politique, les promoteurs de la FRB se défendent, dès leur première publication, d'en faire.
Les raisons de la scission sont ainsi énoncées dans le premier Bulletin de la Fédération régionaliste de Bretagne  :
- l'introduction (dans l'URB) d'éléments mondains étrangers à la cause bretonne et régionaliste, prenant, de jour en jour, la place des vrais Bretons et des Bardes, fondateurs de la Société, et tendant à aiguiller le mouvement breton vers une propagande politique, contrairement aux statuts ;
- l'autoritarisme du président, entravant la liberté des Sections et se substituant de plus en plus à leurs membres et à ceux du bureau central, empêchant tout travail sérieux depuis trois ans ;
- l'attitude de certaines personnes du nouvel entourage présidentiel qui prétendirent plier l'Union à leurs caprices et à leur omnipotence et en faire une société de divertissement.

Au congrès de Ploërmel, en février 1912, le président affirme : « Nous voulons une décentralisation et une autonomie normale qui permettent le plein développement de nos intérêts et des qualités de notre race; un respect aussi de nos traditions ancestrales […] ». Plus loin, il affirme que « l'odieuse, la détestable politique » doit être bannie, car c'est « un ferment de rancunes et de divisions ».
Il n'y a pas une réelle contradiction : faire de la politique signifie ici s'insérer dans le jeu politique français et la politique dans l'URB était celle de beaucoup de nobles conservateurs et monarchistes.
De manière prémonitoire, Jos Parker ajoute « […] nous sommes les partisans d'une Bretagne qui a versé et continuera à répandre abondamment son sang pour la France dans les hécatombes de ses soldats et de ses marins ». Il faut noter que Joseph Duchauchix, l'un des secrétaires, s'implique fortement dans le Parti nationaliste breton qui est créé en octobre 1911 et prend en charge l'administration de son journal de propagande, Breiz dishual (Bretagne libre). Il se présente en novembre 1911 aux élections sénatoriales des Côtes-du-Nord sous l'étiquette, jusqu'ici inconnue, de « nationaliste breton » .
Michel Nicolas a analysé les professions de 126 membres et montré une très large majorité de commerçants et de métiers libéraux, marquant le poids croissant en Bretagne des habitants des villes, en opposition à l'Union régionaliste bretonne, dirigée de fait par des aristocrates propriétaires ruraux qui étaient renforcés par des éléments du clergé rural.
Il indique que l'intérêt de plusieurs dirigeants pour le néodruidisme est une manière de critiquer l'emprise de l'Église catholique sur la société bretonne en évitant de s'affirmer ouvertement comme anticlérical. Une attention très vive est portée aux questions économiques, ce qui reflète les préoccupations des membres insérés dans le monde des affaires. De nombreux travaux sont consacrés à la décentralisation et se préoccupent des terres « armoricaines » extérieures à la Bretagne (Normandie, Maine, Anjou, Vendée) , allant jusqu'à proposer Nantes comme « capitale interrégionale ».

## Activités
Le troisième congrès se tient à Douarnenez, du 31 juillet au 5 août 1912, avec le concours de la municipalité.
Le programme, en dehors d'une réunion administrative, est composé d'activités artistiques et culturelles (concert classique, chants, conférences en breton et en français, gouren). Six sections sont en activité : économie, agriculteurs, Ti Kanerien Breiz (bardes de la Gorsedd), beaux-arts, littérature et histoire, breton et littérature bretonne.
Les personnalités les plus en vue sont le président, Joseph Louis Antoine Marie Parquer, Anatole Le Braz, les musiciens Guy Ropartz, Paul Ladmirault, Paul Le Flem, Maurice Duhamel et les principaux écrivains brittophones réunis dans la Gorsedd.
La FRB, bien que freinée dans son élan, puisque le congrès de Lannion en septembre 1914 est annulé, organise deux réunions pendant la guerre, l'une à Pontivy en 1917 et l'autre à Auray en septembre 1918.
En 1920, l'activité reprend réellement sous la présidence de François Vallée et au quatrième Bulletin de la FRB qui ne rend compte que de la vie interne de l'association, succède la revue trimestrielle Le Réveil breton, revue d'action régionaliste et bulletin officiel de la FRB.
En novembre 1921, la FRB réussit à faire approuver une Confédération des sociétés d'action bretonne qui regroupe la Gorsedd de Bretagne, l'organisation catholique Bleun-Brug, l'Union de la jeunesse de Bretagne (le premier parti séparatiste), Brediah ar brehoneg, Breuriez Breiz et la Chambre des métiers de Bretagne. L'Union régionaliste bretonne refuse d'y participer sous le prétexte qu'elle récuse deux ou trois personnalités conflictuelles. Son action ne dépassera pas la rédaction de vœux soumis aux collectivités locales. André Mellac, fidèle collaborateur de Loeiz Herrieu, est nommé au poste de secrétaire lors du congrès de Pont-Aven de 1925.
En 1926, Jean Choleau démissionne de la présidence de la Fédération, excédé par les reproches de ses camarades. Cette démission porte un coup fatal au mouvement: en 1928, la Fédération s'éteint, faute d'implications de ses militants.
En 1934, Jean Choleau relance la FRB et son organe Le Réveil breton.
En 1941, Le Réveil breton, organe officiel de la Fédération régionaliste de Bretagne, et Galerne, organe des Compagnons de Merlin, continuent de paraître.